# Juliet (sång)
Juliet är Darin's andra singel från albumet Fjärilar i magen. Låten släpptes som singel den 14 juli 2015 och framfördes för första gången av Darin under kvällens Allsång på Skansen.
Texten är inspirerad av klassikern Romeo och Julia med en modernare tappning och utan det tragiska slutet. Den handlar om den starkaste känslan av dem alla, kärlek. Det är en glad låt med sommarkänsla och Darin kommenterar enligt Aftonbladet att låten handlar ''om när man verkligen inte kan vara utan den man älskar'' och att han hoppas att alla får uppleva sådana känslor någon gång även om han själv inte gjort det ännu.
Låten är skriven av Darin Zanyar, David Lindgren Zacharias och Ollie Olson.

## Listplaceringar
| Lista (2015) | Topplacering |
| ------------ | ------------ |
| Sverige      | 32           |

### Fotnoter
1. ↑  ”Juliet”. Swedishcharts. 26 februari 2015. http://www.swedishcharts.com/showitem.asp?interpret=Darin&titel=Juliet&cat=s. Läst 14 februari 2016.